# ویکی‌پدیای چینی مین‌نانی
ویکی‌پدیای چینی مین‌نانی نسخه زبان چینی مین‌نانی وب‌گاه ویکی‌پدیا است.
زبان چینی مین‌نانی تا ۱۲ سپتامبر ۲۰۱۱ با بیش از ۹٬۳۶۰ مقاله در رده صدوششم ویکی‌پدیاها قرار گرفته‌است.